# Leonardo Sottani
Leonardo Sottani (Figline Valdarno, 1º novembre 1973) è un ex pallanuotista e allenatore di pallanuoto italiano.

## Carriera
Nel 1993 si è laureato campione del mondo juniores al Cairo. Con la Rari Nantes Florentia ha conquistato la Coppa delle Coppe ed è stato per due volte vicecampione d'Italia. Nel 2005 con la Bisssolati Cremona ha vinto la Coppa Italia, mentre dal 2005 al 2007 con la Pro Recco ha conquistato due scudetti e una Eurolega. Dal 2013 ha militato in Brasile, nel Fluminense e nel Botafogo, dove ha ottenuto diversi titoli.

## Statistiche

### Presenze e reti nei club
Statistiche aggiornate al 23 dicembre 2010.
| Stagione         | Squadra          | Campionato       | Campionato | Campionato | Coppe nazionali | Coppe nazionali | Coppe nazionali | Coppe continentali | Coppe continentali | Coppe continentali | Totale | Totale |
| Stagione         | Squadra          | Comp             | Pres       | Reti       | Comp            | Pres            | Reti            | Comp               | Pres               | Reti               | Pres   | Reti   |
| ---------------- | ---------------- | ---------------- | ---------- | ---------- | --------------- | --------------- | --------------- | ------------------ | ------------------ | ------------------ | ------ | ------ |
| 2008-2009        | Florentia        | A1               | ?          | 47         |                 | -               | -               |                    | -                  | -                  | ?      | 47     |
| 2009-2010        | Florentia        | A1               | ?          | ?          |                 | -               | -               |                    | -                  | -                  | ?      | ?      |
| 2010-2011        | Florentia        | A1               | 10         | 15         |                 | -               | -               |                    | -                  | -                  | 10     | 15     |
| Totale Florentia | Totale Florentia | Totale Florentia | ?          | ?          |                 | -               | -               |                    | -                  | -                  | ?      | ?      |
| Totale carriera  | Totale carriera  | Totale carriera  | ?          | ?          |                 | -               | -               |                    | -                  | -                  | ?      | ?      |

## Palmarès

### Club
- Campionato italiano: 2

Pro Recco: 2005-06, 2006-07
- Coppe Italia: 3

Bissolati Cremona: 2004-05
Pro Recco: 2005-06, 2006-07
- Eurolega: 1

Pro Recco: 2006-07
- Coppa delle Coppe: 1

Florentia: 2001